# Aizsargi
Aizsargi var en lettisk paramilitär skyddskår (1919-1940) efter förebild från den finländska Skyddskåren (Suojeluskunta). Aizsargis uppgift var att hjälpa statliga institutioner att upprätthålla fred, säkerhet och ordning. Vid organisationens upplösning 1940 hade organisationen 60 684 medlemmar, varav 31 874 skyddskårssoldater, 14 810 skyddskårslottor och 14 000 skyddskårsungdomar. Aizsargi bildades 30 mars 1919 av Lettlands provisoriska regering (Latvijas Pagaidu valdība), som leddes av Kārlis Ulmanis. Syftet med Aizsargi var ha en frivillig försvarsstyrka under den period av politisk och social oro som följde på oktoberrevolutionen 1917.

## Uppdrag
- Bistå polisen med bevakning och patrullering
- Bistå gränsbevakningen
- Militära insatser till stöd för arméns operationer i krig

## Organisation
Sedan 1921 utgjorde Aizsargi en ideell förening, sedan 1923 underställd inrikesministeriets tillsyn. Högsta beslutande organ var kongressen, Latvijas aizsargu kongress, vilken valde centralstyrelsen, Aizsargu valde. En tredjedel av budgeten täcktes av statsbidrag, resten kom från gåvor och medlemsavgifter. 
Sedan 1925 bestod den centrala Aizsargistaben av aktiva officerare. Totalt ungefär 150 arméofficerare var kommenderade till tjänstgöring vid Aizsargi. Varje län utgjorde ett Aizsargiregemente, vilket var en administrativ, inte taktisk, organisation. Länspolischefen var oftast regementschef. En arméofficer var ställföreträdande regementschef. Det fanns 19 länsregementen och två specialregementen, ett järnvägsregemente och ett flygregemente.

## Medlemmar
Aizsargi bestod 1940 av 32 000 män, 14 000 kvinnor i lottaorganisationen Aizsardzes och 14 000 ungdomar i ungdomsorganisationen Jaunsargi. 48 % av medlemmarna var statstjänstemän, 25 % bönder, 27 % arbetare.

## Likvidering
Efter Sovjetunionens ockupation av Lettland förklarades Aizsargi som en fascistisk organisation och alla chefer jämte deras familjemedlemmar greps och avrättades eller sattes i koncentrationsläger. Samma öde drabbade även många vanliga medlemmar i Aizsargi.

### Översättning
Den här artikeln är helt eller delvis baserad på material från ryskspråkiga Wikipedia, tidigare version.
Den här artikeln är helt eller delvis baserad på material från lettiskspråkiga Wikipedia.